# Лавровський Назарій Юрійович
Назарій Юрійович Лавровський (19 травня 1993 — 18 квітня 2024) — український медик, учасник російсько-української війни.

## Біографія
Народився 19 травня 1993 року. Закінчив школу № 133 міста Києва та музичну школу № 27. Навчався в Національному медичному університеті ім. О. О. Богомольця на медичному факультеті № 3. Закінчив інтернатуру як анестезіолог на базі Київської міської клінічної лікарні № 4, потім працював провізором у НДСЛ Охматдит та в Центрі громадського здоров'я. Працював інструктором BLS від European Resuscitation Council [що це?] у 44-му навчальному центрі. Працював на посаді старшим лаборантом на кафедрі Анестезіології та Інтенсивної терапії  у Bogomolets National medical University.
Служив в 244-му батальйоні 112 бригади ТРО.
22 лютого 2022 року пройшов ВЛК і добровільно вступив на службу до Київської ТрО, брав участь у звільненні Київщині. Після звільнення Київщини разом з підрозділом брав участь у контрнаступі на Харківщині, а після виходу на рубіж кордону з РФ обороняв східний напрямок. Рятуючи життя побратимів на фронті, зміг продовжити роботу і в ролі фахівця МОЗ, позаяк став одним з авторів важливого стандарту МОЗ щодо раціонального використання і споживання антимікробних і антифунгальних препаратів з лікувальною і профілактичною метою при пораненнях на догоспітальному етапі.
Загинув 18 квітня 2024 року під час евакуації поранених на Харківському напрямку[джерело?] (за іншими даними — внаслідок влучання авіабомби у шпиталь у Костянтинівці). Прощання відбулося 24 квітня 2024 року на Майдані Незалежності в Києві.
Похований на Алеї Героїв Лісового кладовища.